# Epilobium confertifolium
Epilobium confertifolium là một loài thực vật có hoa trong họ Anh thảo chiều. Loài này được Hook.f. mô tả khoa học đầu tiên năm 1844.